# Charles Tupper
Sir Charles Tupper (Amherst, 2 luglio 1821 – Bexleyheath, 30 ottobre 1915) è stato un politico canadese. Fu il sesto Primo ministro del Canada dal 1º maggio 1896 all'8 luglio 1896.

## Biografia
Charles Tupper nacque in Amherst, Nuova Scozia da Charles Tupper, Sr. e Miriam Lowe Lockhart. Nel 1846, sposò Frances Morse (1826-1912) da cui ebbe tre figli e tre figlie.